# Porphyra (botanica)
Porphyra è un genere di alghe rosse che conta all'incirca 70 specie. Vivono genericamente nel piano mesolitorale, comunemente tra il mesolitorale superiore e la zona di rottura delle onde.

## Morfologia
Il thallus, o tallo, è genericamente composto da una unica lamina fogliosa di una o due cellule di spessore con un rango di dimensioni a seconda della specie che può variare tra i pochi centimetri e i tre metri. Le foglie crescono direttamente e individualmente da una piccola struttura discoidale e la morfologia di queste può variare tra la forma orbicolare e lineale, con margini che possono essere dentellati o rugosi. 
Le cellule basali presentano rizoidi.
Le cellule di queste alghe sono solite presentare uno o due cloroplasti con forma di stella con un grande pirenoide centrale per cellula.

## Ciclo vitale
Il genere Porphyra mostra un'alterazione eteromorfica generazionale: il tallo della generazione aploide si può riprodurre in maniera asessuata per formazione di spore che crescono replicando il tallo originale. Inoltre possono riprodursi anche in forma sessuale con i gameti maschili e femminili formati nel tallo: i gameti femminili sessili nel tallo sono fertilizzati dai gameti maschili liberati.
Il carposporangio fertilizzato, adesso diploide (2n), produce spore conosciute come carpospore que si stabiliscono e germinano formando uno stato filamentoso: in passato si pensava che questo stato fosse una specie completamente diversa conosciuta come Conchelis rosea.

## Specie
Il genere Porphyra è stato soggetto di una recente revisione: basandosi sulle analisi molecolari un gran numero di specie originariamente appartenenti al genere Porphyra sono state classificate all'interno di un nuovo genere conosciuto come Pyropia.
- Porphyra akasakae. A.Miura, 1977
- Porphyra angusta. Okamura & Ueda, 1932
- Porphyra argentinensis. M.L.Piriz, 1981
- Porphyra atropurpurea. (Olivi) De Toni, 1897
- Porphyra augustinae. Kützing, 1843
- Porphyra autumnalis. Zanardini, 1860
- Porphyra bangiaeformis. Kützing, 1849
- Porphyra bulbopes. (Yendo) Ueda, 1932
- Porphyra capensis. Kützing, 1843
- Porphyra carnea. Grunow, 1889
- Porphyra ceramicola. (Lyngbye) P.L.Crouan & H.M.Crouan, 1867
- Porphyra ceylanica. J.Agardh, 1883
- Porphyra chauhanii. C.Anil Kumar & M.V.N.Panikkar, 1995
- Porphyra corallicola. H.Kucera & G.W. Saunders, 2012
- Porphyra cordata. Meneghini, 1844
- Porphyra cucullata. De Notaris, 1865
- Porphyra delicatula. Welwitsch
- Porphyra dentimarginata. Chu Chia-yen & Wang Su-chuan, 1960
- Porphyra dioica. J.Brodie & L.M.Irvine, 1997
- Porphyra drachii. Feldmann, 1981
- Porphyra drewiae .M.K.Elias, 1966
- Porphyra grateloupicola. P.L.Crouan & H.M.Crouan, 1878
- Porphyra grayana. Reinsch, 1875
- Porphyra guangdongensis. C.K.Tseng & T.J.Chang, 1978
- Porphyra helenae. A.D.Zinova, 1948
- Porphyra hospitans. Zanardini, 1855
- Porphyra inaequicrassa. L.P.Perestenko, 1980
- Porphyra indica. V.Krishnamurthy & M.Baluswami, 1984
- Porphyra ionae. R.W.Ricker, 1987
- Porphyra irregularis. E.Fukuhara, 1968
- Porphyra kanyakumariensis. V.Krishnamurthy & M.Baluswami, 1984
- Porphyra laciniata. C.Agardh, 1824
- Porphyra ledermannii. Pilger, 1911
- Porphyra linearis. Greville, 1830
- Porphyra lucasii. Levring, 1953
- Porphyra maculosa. E.Conway, 1976

- Porphyra malvanensis. Anilkumar & P.S.N.Rao, 2005
- Porphyra marcosii. P.A.Cordero, 1976
- Porphyra marginata. C.K.Tseng & T.J.Chang, 1958
- Porphyra martensiana. Suhr, 1840
- Porphyra microphylla. Zanardini, 1860
- Porphyra microphylla. Reinsch, 1878
- Porphyra minima. P.Crouan & H.Crouan, 1842
- Porphyra minor. Zanardini, 1847
- Porphyra monosporangia. S.Wang & J.Zhang, 1980
- Porphyra mumfordii. S.C.Lindstrom & K.M.Cole, 1992
- Porphyra njordii. P.M.Pedersen, 2011
- Porphyra nobilis. J.Agardh, 1883
- Porphyra nobilis. De Notaris, 1846
- Porphyra ochotensis. Nagai, 1941
- Porphyra okamurae. Ueda, 1932
- Porphyra okhaensis. H.V.Joshi, R.M.Oza & A.Tewari, 1992
- Porphyra oligospermatangia. C.K.Tseng & B.F.Zheng, 1981
- Porphyra plocamiestris. R.W.Ricker, 1987
- Porphyra pujalsiae. Coll & E.C.Oliveira, 1976
- Porphyra pulchra. Hollenberg, 1943
- Porphyra punctata. Y.Yamada & H.Mikami, 1956
- Porphyra purpurea. (Roth) C.Agardh, 1824
- Porphyra reniformis. Meneghini, 1849
- Porphyra rizzinii. Coll & E.C.Oliveira, 1976
- Porphyra roseana. M.A.Howe, 1928
- Porphyra segregata. (Setchell & Hus) V.Krishnamurthy, 1972
- Porphyra sericea. (Wulfen) J.Agardh, 1883
- Porphyra tenuissima. (Strömfelt) Setchell & Hus, 1900
- Porphyra tristanensis. Baardseth, 1941
- Porphyra umbilicalis. Kützing, 1843
- Porphyra umbilicata. Ruprecht, 1850
- Porphyra violacea. J.Agardh, 1899
- Porphyra vulgaris. Kützing, 1843
- Porphyra woolhouseae. Harvey, 1863
- Porphyra yamadae. Yoshida, 1997

## Distribuzione
Il genere Porphyra è cosmopolita ed è distribuito in tutti i continenti, dalle acque polari a quelle tropicali. A seconda delle specie, ci sono brevi fasi fogliose aploidi che permettono la veloce distribuzione delle alghe in diverse zone geografiche.